# Магнитка (Кусински район)
Магнитка (на руски: Магнитка) е селище от градски тип в Русия, разположено в Кусински район, Челябинска област. Населението му към 1 януари 2018 година е 4673 души.